# Tarczyk różowoplamy
Tarczyk różowoplamy (Cassida rufovirens) – gatunek chrząszcza z rodziny stonkowatych i podrodziny tarczykowatych. Zamieszkuje środkową część Europy, od Francji po Bałkany. Żeruje na rumiankach, rumianach i krwawnikach.

## Taksonomia
Gatunek ten opisany został po raz pierwszy w 1844 roku przez Christiana W.L.E. Suffriana.

## Morfologia
Chrząszcz o ciele długości od 5,5 do 6 mm, nieco mniej krępym niż u podobnego C. sanguinosa. Grzbietowa strona ciała za życia owada ma tło ubarwione zielono, natomiast u wysuszonych okazów martwych jest ono żółte. Na przedzie pokryw obecna jest jaskrawoczerwona plama trójkątnego kształtu, która na boki sięga do barków, a ku tyłowi zwykle przekracza połowę długości pokryw, zajmując powyżej ⅓ ich powierzchni. W przeciwieństwie do w pełni wybarwionych osobników C. sanguinosa brak jest u C. rufovirens czerwonego obrzeżenia krawędzi pokryw czy przedplecza. Głowa ma mniej więcej tak szeroki jak długi nadustek oraz wąskie i płytkie wycięcie na przedzie wargi górnej. Przedplecze jest najszersze w nasadowej połowie i w tym miejscu nie jest węższe od pokryw. Brzegi przedplecza i pokryw są rozpłaszczone. Na bocznych brzegach pokryw brak jest wałeczkowatych nabrzmiałości. W widoku bocznym brak jest na międzyrzędach pokryw wyraźnego, sterczącego owłosienia. Spód tułowia i odwłoka są pozbawione metalicznego połysku i porośnięte skąpym owłosieniem. Odnóża wszystkich par mają czarne biodra. Stopy mają rozchylone, pozbawione ząbków przy nasadach pazurki wystające poza wieńce szczecinek na trzecich członach.

## Ekologia i występowanie

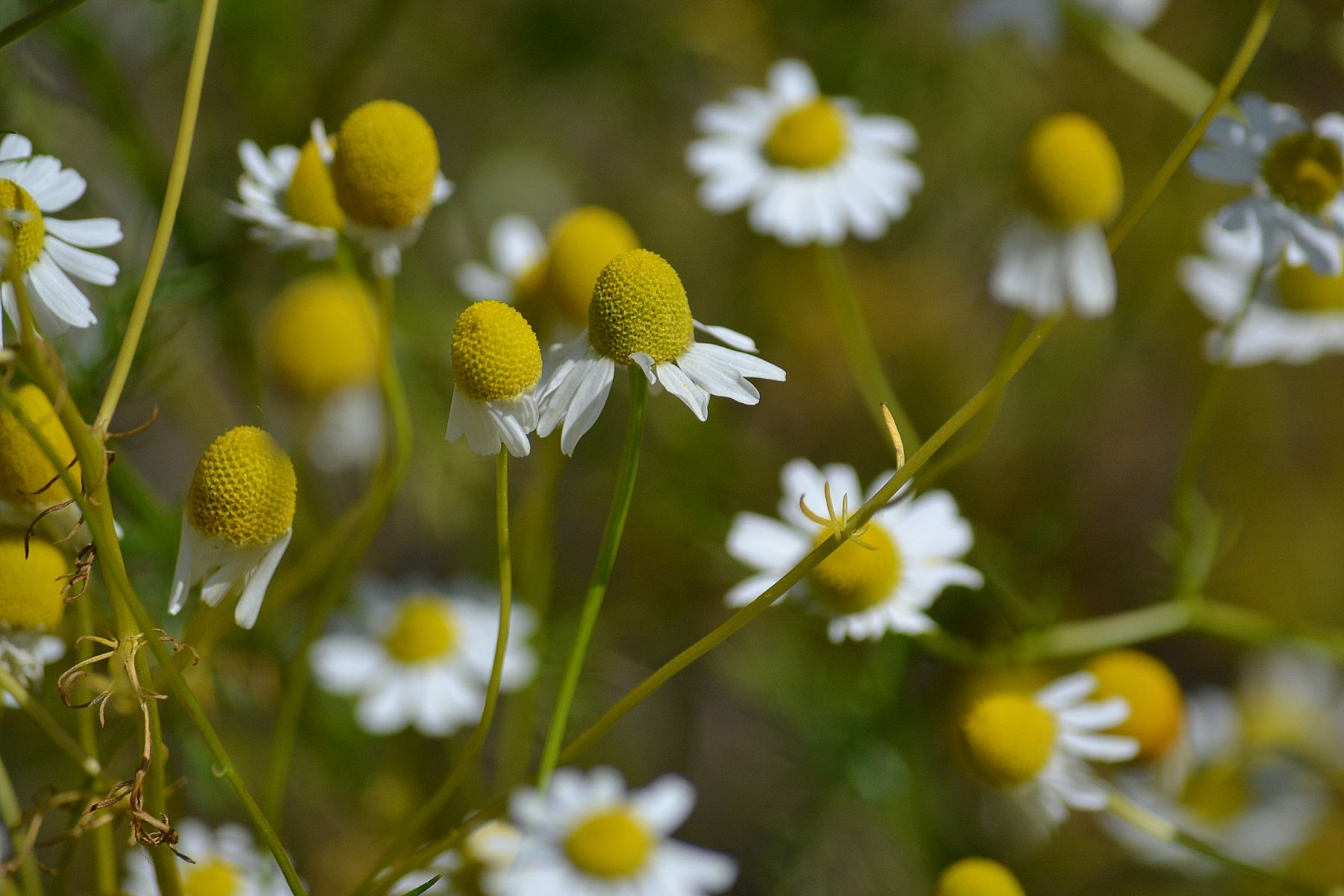
Rumianek pospolity, roślina żywicielska C. rufovirens

Owad ten zasiedla m.in. stanowiska ruderalne i kserotermiczne. Zarówno osobniki dorosłe jak i larwy tego tarczyka są fitofagami żerującymi na roślinach z rodziny astrowatych. Wśród ich roślin żywicielskich wymienia się: krwawniki, rumian rzymski, rumianek pospolity, Matricaria indora, Matricaria perforata oraz Matricaria tzvelevii.
Gatunek palearktyczny, europejski. Znany jest z Francji, Belgii, Niemiec, Szwajcarii, Austrii, Polski, Czech, Słowacji, Węgier, Ukrainy, Rumunii, Bułgarii, Słowenii, Chorwacji oraz Bośni i Hercegowiny. W Polsce występuje w różnych częściach kraju, ale spotykany jest rzadko i sporadycznie.